# Tomasz Gollob
Tomasz Gollob (), né le 11 avril 1971 à Bydgoszcz, est un pilote de Speedway polonais.

## Biographie
Tomasz Gollob, dans son parcours en Speedway Ekstraliga, a fréquenté les clubs de Bydgoszcz (1988), Gdańsk (1989), Bydgoszcz (de 1990 à 2003), Tarnów (de 2004 à 2007), et de Gorzów Wielkopolski (de 2008 à 2012).

## Palmarès

### Speedway Grand Prixen individuel
- Médaille d'or en 2010
- Médaille d'argent en 2009
- Médaille de bronze en 2008
- Médaille de bronze en 2001
- Médaille d'argent en 1999
- Médaille de bronze en 1998
- Médaille de bronze en 1997

### Speedway Grand Prixpar équipes
- Médaille d'or en 1996
- Médaille d'argent en 1997

### Coupe du monde de Speedwaypar équipes
- Médaille d'or en 2011
- Médaille d'or en 2010
- Médaille d'or en 2009
- Médaille d'argent en 2008
- Médaille d'or en 2007
- Médaille d'or en 2005
- Médaille d'argent en 2001

### Tournoi du casque d'or
- 7 fois  Médaille d'or en individuel
- 2 fois  Médaille d'or en individuel

## Honneurs et distinctions
- Tomasz Gollob est élu Sportif polonais de l'année en 1999.
- Commandeur dans l'ordre Polonia Restituta
- Il est élu personnalité de l'année 2010 par la Fédération internationale de motocyclisme.